# Comuna Velîke Pole, Berezne
Velîke Pole (în ucraineană Велике Поле) este o comună în raionul Berezne, regiunea Rivne, Ucraina, formată din satele Iablunne, Velîka Kuplea, Velîke Pole (reședința) și Zamostîșce.

## Demografie
Componența lingvistică a comunei Velîke Pole
     Ucraineană (99,82%)
     Alte limbi (0,18%)
Conform recensământului din 2001, majoritatea populației comunei Velîke Pole era vorbitoare de ucraineană (99,82%), existând în minoritate și vorbitori de alte limbi.